# Friedrich Lange (Architekt)
Johannes Friedrich Lange (auch J. Friedrich Lange; * 5. April 1811 in Kassel; † 1. September 1870 in Marburg) war ein deutscher Architekt und Hochschullehrer.

## Leben
Lange war Sohn des kurhessischen Oberbaurats und Oberingenieurs Johann Christoph Lange (1763–1812). Er absolvierte zunächst das Lyceum Fridericianum, dann ab 1827 die Kunstakademie Kassel, bevor er kurzzeitig die Universität Göttingen und ab 1831 die Kunstakademie Düsseldorf besuchte. Sein Studium konzentrierte sich auf das Zeichnen und die Architektur, aber auch auf die Mathematik. Anschließend machte er eine Reise nach Italien und England. Auch später unternahm er zum Studium der Architektur weitere Studienreisen.
Lange wirkte von 1837 bis 1849 als Zeichenlehrer am Fuldaer Gymnasium sowie zudem am Schullehrerseminar in Fulda, ab 1838 daneben noch an der neugegründeten Fuldaer Realschule. Von 1840 bis 1849 wirkte er zusätzlich als Turnlehrer am Gymnasium. Ab 1849 wurde er mit der Instandsetzung des Klosters Haina beauftragt, bevor er im März 1851 von der Universität Marburg als außerordentlicher Professor der Architektur sowie zum Universitätsarchitekten berufen wurde. Er war der letzte Marburger Universitätsarchitekt, der sowohl Baubeamter als auch Hochschullehrer war. Er galt als Kenner der mittelalterlichen Architektur und wurde am 21. November 1852 durch die Philosophische Fakultät der Universität Marburg mit der Ehrendoktorwürde ausgezeichnet. Lange richtete ein Universitätsbaubüro ein, dennoch war die Fülle an Aufgaben durch Instandsetzungs- und Neubauarbeiten und zugleich durch die Wahrnehmung der Aufgaben als Hochschullehrer derart groß, dass er nach diversen Kontroversen 1861 von seiner Aufgabe als Universitätsarchitekt entbunden wurde. Er blieb jedoch weiter als Hochschullehrer tätig.
Lange lehnte 1864 einen Ruf an die Höhere Gewerbeschule Kassel ab. Er war Mitglied der Zeichenakademie Hanau. Zudem war er Ehrenmitglied des Royal Institute of British Architects. Er starb nach schwerer Krankheit und wurde auf dem Marburger Hauptfriedhof beigesetzt.

## Werke (Auswahl)
Bauten
- 1849: Instandsetzung Kloster Haina
- 1852: Neugotischer Um- und Ausbau der Kemnate der Burg Schweinsberg
- 1852–1858: Restaurierung der Michaelskirche, Fulda
- 1853–1855: Instandsetzungen am Fuldaer Dom
- 1853–1858: Bau der Chirurgischen Klinik der Universität Marburg
- 1854–1861: Restaurierung und Forschung an der Elisabethkirche, Marburg
- 1861: Bau des ersten neugotischen Wohnhauses in Marburg für Carl Grimm in der Ritterstraße
- 1864/1865: Instandsetzung Rathaus Marburg
- 1864–1866: Gewächshaus im Botanischen Garten, Marburg

Schriften
- Entwurf zu einer historisch-artistischen Darstellung der hessischen Kunstdenkmale, 1844.
- Baudenkmale und Alterthümer Fulda’s, 1847.